# Ligne 1 du tramway de Mulhouse
Pour les articles homonymes, voir Ligne 1.
La ligne 1 du tramway de Mulhouse, plus simplement nommée ligne 1, est une ligne du tramway de Mulhouse exploitée par Soléa et mise en service en 2006.
Depuis un prolongement au nord effectué le 4 juillet 2009, elle relie la station Gare centrale, desservant la gare de Mulhouse-Ville, à la station Châtaignier située à quelques dizaines de mètres de la limite avec la commune de Kingersheim. Le parcours demande dix-huit minutes et dessert douze stations sur 5,8 kilomètres.
Un prolongement au nord vers Kingersheim et Wittenheim, avec un terminus prévu à proximité du collège Marcel-Pagnol de Wittenheim, prévu initialement pour 2012 a été ajourné en 2010 et remplacé en septembre 2013 par la ligne 4 du BHNS de Mulhouse.

## Histoire
La section ci-présente est un résumé des principales dates de l'histoire de la ligne, l'ensemble du réseau actuel ayant été conçu et construit en même temps.
La ligne 1 du tramway de Mulhouse, d'une longueur de 4,2 km, est inaugurée par Jacques Chirac le 20 mai 2006 en même temps que la ligne 2 du tramway entre la station Rattachement au nord, située dans le quartier de Bourtzwiller, et la station Gare Centrale au sud, située face à la Gare de Mulhouse-Ville. Une section complémentaire de 200 m permet de desservir la station Parc Expo qui doit permettre de desservir le parc des expositions de Mulhouse lors de grandes manifestations, et d'accéder au dépôt de Soléa à Mertzau. Le point central du réseau se fait à la station Porte Jeune qui permet une correspondance avec la ligne 2 du réseau.
La ligne est prolongée vers le nord le 4 juillet 2009, au cœur du quartier de Bourtzwiller, avec un nouveau tronçon de 1,4 km et 3 stations : Tuilerie, Saint-Nazaire et le nouveau terminus nord de la ligne Châtaignier.
Depuis le 12 décembre 2010, la ligne 1 partage ses voies entre Gare Centrale et Porte Jeune avec la ligne 3 du tramway et le tram-train Mulhouse Vallée de la Thur ; toutes les lignes desservent la station Porte Jeune qui renforce son rôle de station centrale du réseau.

## Tracé et stations
La ligne 1 est longue de 5,8 kilomètres et est implantée intégralement en site propre et en double voie, sauf l'antenne vers la station événementielle Parc Expo, qui sert aussi d'accès au dépôt de Mertzau, qui est à voie unique ainsi que la boucle terminale à la gare centrale.

### Tracé
La ligne naît devant la gare de Mulhouse-Ville par une boucle contournant la place du Général de Gaulle et franchissant le canal du Rhône au Rhin par les ponts Foch et Wilson puis remonte l'avenue du Maréchal Foch pour rejoindre la place de la République avant de s'engager dans une section moyennement sinueuse en centre-ville par la rue du Sauvage (piétonne), la rue de la Somme, l'avenue Roger Salengro puis la rue de Metz pour rejoindre le boulevard de l'Europe et la station Porte Jeune qui est le cœur du réseau de tramway.
La ligne remonte ensuite, en direction du nord, l'avenue de Colmar, le boulevard de la Marseillaise puis la rue du 6e régiment de Tirailleurs marocains pour arriver au niveau de la cité de l'automobile et du dépôt de Mertzau. La ligne tourne alors à gauche pour franchir l'Ill par une section en site propre hors de toute circulation automobile pour contourner la Cité et retourner sur l'avenue de Colmar pour franchir la ligne de Lutterbach à Rixheim, l'autoroute A36 puis la Doller par les ponts de Bourtzwiller pour rejoindre le quartier éponyme et la rue de Soultz. Au niveau de la station Rattachement, terminus nord initial de la ligne, elle bifurque sur la rue de la Tuilerie puis celle de l'armistice avant de bifurquer à gauche rue de Saint-Nazaire pour rejoindre la rue de Kingersheim et son terminus Châtaignier, à quelques dizaines de mètres de la limite communale avec Kingersheim.

### Principaux ouvrages d'art
Principalement construite en suivant la voirie, la ligne ne compte pas d'ouvrages d'art remarquable.
On peut toutefois citer qu'elle passer par les ponts Wilson et Foch sur le canal du Rhône au Rhin et le pont réservé aux tramways et modes doux au-dessus l'Ill et l’enchaînement des ponts de Bourtzwiller au-dessus d'une ligne ferroviaire, d'une autoroute et de la Doller.

### Liste des stations
|  |   |  | Station               | Lat/Long                    | Communes | Correspondances                                                      |
|  | - |  | --------------------- | --------------------------- | -------- | -------------------------------------------------------------------- |
|  | ■ |  | Châtaignier           | 47° 46′ 36″ N, 7° 19′ 44″ E | Mulhouse | C4 12                                                                |
|  | • |  | Saint-Nazaire         | 47° 46′ 23″ N, 7° 19′ 46″ E | Mulhouse |                                                                      |
|  | • |  | Tuilerie              | 47° 46′ 16″ N, 7° 19′ 33″ E | Mulhouse |                                                                      |
|  | • |  | Rattachement          | 47° 46′ 11″ N, 7° 19′ 16″ E | Mulhouse | 8 50 54                                                              |
|  | • |  | Stade de Bourtzwiller | 47° 46′ 03″ N, 7° 19′ 19″ E | Mulhouse | 8                                                                    |
|  | • |  | Doller                | 47° 45′ 46″ N, 7° 19′ 33″ E | Mulhouse |                                                                      |
|  | • |  | Parc Expo*            | 47° 45′ 50″ N, 7° 20′ 01″ E | Mulhouse |                                                                      |
|  | • |  | Cité de L'Auto        | 47° 45′ 37″ N, 7° 19′ 56″ E | Mulhouse | C5                                                                   |
|  | • |  | Cité Administrative   | 47° 45′ 23″ N, 7° 20′ 10″ E | Mulhouse | C5                                                                   |
|  | • |  | Grand Rex             | 47° 45′ 09″ N, 7° 20′ 15″ E | Mulhouse | C6 C7 16                                                             |
|  | • |  | Porte Jeune           | 47° 44′ 58″ N, 7° 20′ 25″ E | Mulhouse | C6 C7 16                                                             |
|  | • |  | République            | 47° 44′ 45″ N, 7° 20′ 30″ E | Mulhouse | 11 58 Navette centre-ville                                           |
|  | ■ |  | Gare Centrale         | 47° 44′ 34″ N, 7° 20′ 35″ E | Mulhouse | C5 C7 10 11 51 55 56 57 58 59 TGV, TGV Lyria, TER Grand Est, TER 200 |

*La station "Parc Expo" est une station événementielle, elle n'est desservie que lors de grands événements organisés au Parc Expo. Elle n'est d'ailleurs plus indiquée sur les cartes du réseau Soléa.
Les stations en gras servent de départ ou de terminus à certaines missions.

### Aménagement des stations
Les stations de la ligne ne comptent pas d'aménagements particuliers et sont toutes équipées de quais latéraux sauf aux stations Grand Rex et Cité administrative.

## Exploitation de la ligne
La ligne 1 est une ligne de tramway de Mulhouse exploitée par Soléa. Elle fonctionne de 4 h 42 à 23 h 33 du lundi au vendredi, jusqu'à 0 h 50 le samedi et de 7 h 30 à 23 h 33 les dimanche et jours fériés. Les tramways relient les stations Gare Centrale et Châtaignier en 18 minutes.
Les rames circulent à la fréquence d'un passage toutes les cinq à six minutes aux heures de pointe et de sept à huit minutes aux heures creuses, du lundi au vendredi ; la fréquence est plus irrégulière en début et fin de service. Le samedi, l'intervalle entre deux rames varie de sept à huit minutes en journée et de vingt à trente minutes les dimanches et jours de fêtes. Les horaires de passage sont conçus afin de garantir à la station Châtaignier la correspondance avec le bus à haut niveau de service de Mulhouse. De la même façon, le soir après 21 h et le dimanche matin, les rames des lignes 1 et 2 s'arrêtent plusieurs minutes à Porte Jeune afin de garantir la correspondance.
Le matin avant 6 h 30, des services partiels au départ de Cité de l'Auto et à destination de Gare Centrale voire de Porte Jeune existent à cause de la proximité de la première station avec le dépôt et, pour les services s'arrêtant à Porte Jeune, il est vraisemblable qu'il s'agisse de rames partant ensuite assurer leur service habituel sur la ligne 2.

### Matériel roulant et signalisation
La ligne est exploitée à l'aide des mêmes rames que les autres lignes de tramway, et ce depuis sa mise en service, des Alstom Citadis 302.
La signalisation Tramway est-elle aussi identique aux autres lignes et se fait en « conduite à vue » : on ne trouve donc sur la ligne que des panneaux de limitation de vitesse, des signaux de protection d'itinéraires et des signaux protégeant le franchissement des carrefours.

### Remisage et entretien
Le remise et l'entretien de l'ensemble des rames de tramway, mais aussi de tram-train ainsi que les autobus est assuré au dépôt-atelier de Mertzau au nord de Mulhouse mis en service en 2005.

### Tarification et financement
La tarification est identique sur l'ensemble du réseau Soléa, et la mise en service du bus à haut niveau de service a été l'occasion pour Soléa de fusionner les deux anciennes zones tarifaires relatives à l'agglomération (A1 et A2) en une seule zone unique (A). Les usagers des communes les plus éloignées du centre de Mulhouse ont donc bénéficié au 2 septembre 2013 d'une baisse de tarif pour voyager sur tout le territoire de l'agglomération (zone A), uniformément en autobus, bus à haut niveau de service, tramway et également en tram-train dans les limites de Mulhouse et Lutterbach.
Le financement du fonctionnement des lignes (entretien, matériel et charges de personnel) est assuré par Soléa. Cependant, les tarifs des billets et abonnements dont le montant est limité par décision politique ne couvrent pas les frais réels de transport. Le manque à gagner est compensé par l'autorité organisatrice, Mulhouse Alsace Agglomération. Il définit les conditions générales d'exploitation ainsi que la durée et la fréquence des services. L'équilibre financier du fonctionnement est assuré par une dotation globale annuelle à Soléa grâce au versement transport payé par les entreprises et aux contributions des collectivités publiques.

## Projet
En 2012, la ligne 1 devait être allongée de Châtaignier jusqu'à l'arrêt Bosquets du Roy situé à Wittenheim ajoutant ainsi 8 stations supplémentaires:
- Rhin (Kingersheim)
- Hirschau (Kingersheim)
- Louise Michel (Kingersheim)
- Debussy (Kingersheim)
- Halle au coton (Wittenheim)
- Médiathèque (Wittenheim)
- Place Thiers (Wittenheim)
- Bosquets du Roy (Wittenheim)

Puis, à une date indéterminée, la ligne devait être prolongée vers la cité Sainte-Barbe (Wittenheim).
Cependant, le 28 juin 2010, la M2A (communauté d'agglomération) a décidé pour des raisons financières, de reporter sine die les extensions des lignes 1 et 2,,. Dans l'attente d'une relance du projet, une ligne de bus à haut niveau de service devrait voir le jour en septembre 2013 et reprendre globalement le même tracé,.

## Tourisme
La ligne 1 dessert, du sud au nord, les lieux d'attraction et monuments suivant :
- La Chambre de commerce et d'industrie Sud Alsace Mulhouse ;
- Le Musée de l'Impression sur étoffes ;
- Le port de plaisance de Mulhouse ;
- Le centre historique de Mulhouse avec notamment : la rue du Sauvage, la place de la Réunion, le théâtre de la Sinne, le musée des Beaux-Arts de Mulhouse, le lycée Jeanne d'Arc et la tour du Bollwerk ;
- La tour de l'Europe ;
- Le centre commercial Porte Jeune ;
- Le lycée Michel de Montaigne ;
- Le théâtre de Poche ;
- Le place Franklin ;
- La cité administrative ;
- La cité de l'automobile ;
- Le parc des expositions ;
- Le siège et dépôt de Soléa ;
- La salle de spectacles « Noumatrouff » ;
- La gare de Mulhouse-Nord destiné au fret ferroviaire ;
- Le quartier et ancienne commune de Bourtzwiller.

## Notes et références

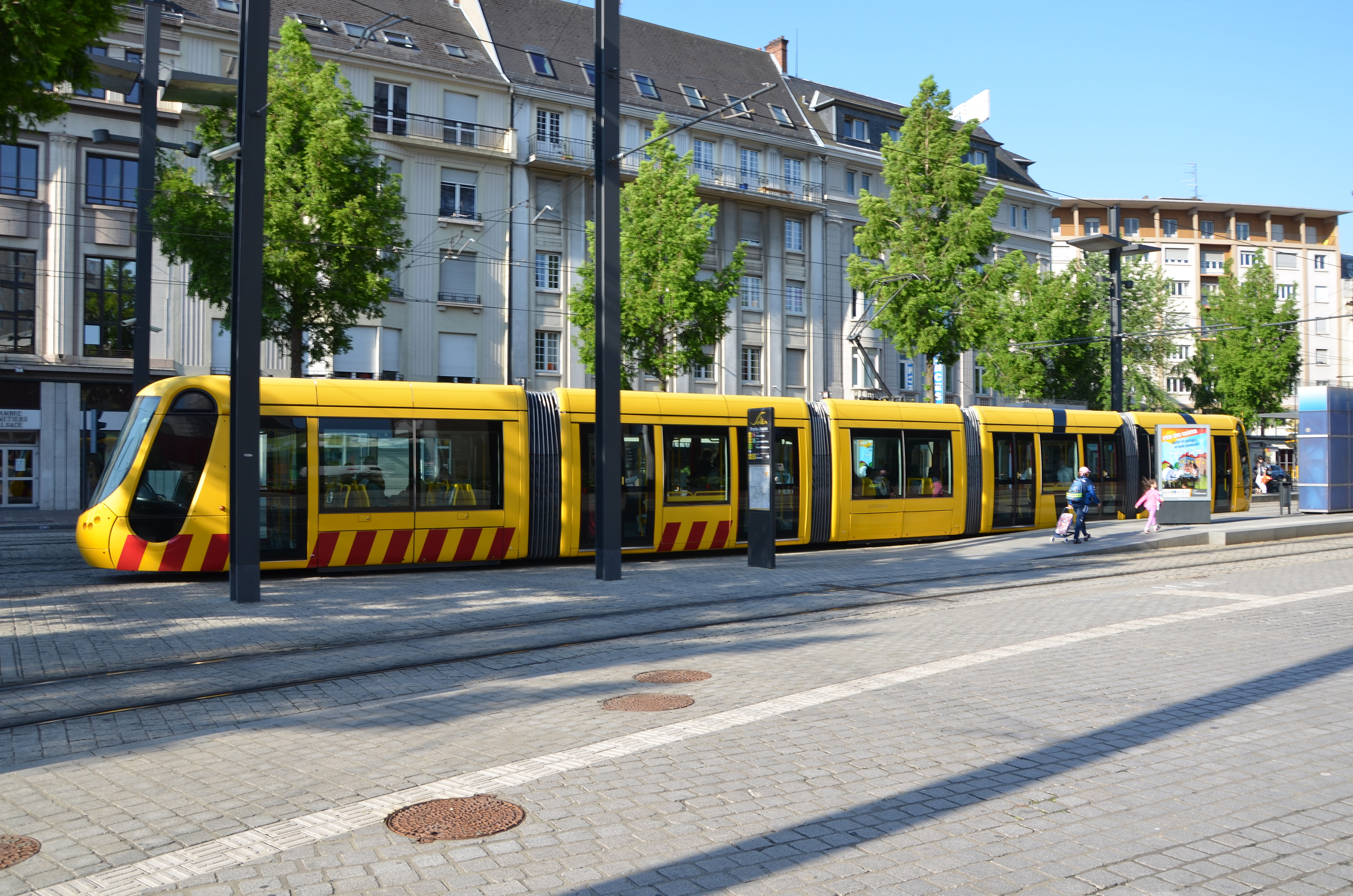
Rame Citadis 302 arrivant à Porte Jeune.